# سیدلی آستین
سیدلی آستین (به انگلیسی: Sidley Austin) یک شرکت حقوقی چندملیتی است که در سال ۱۸۶۶ تأسیس شد و دفتر مرکزی آن در شیکاگو است. این شرکت بیش از ۱۷۰۰ وکیل دارد و درآمد آن در سال مالی ۲۰۱۱ بالغ بر ۱٫۴۲ میلیارد دلار بوده‌است. شرکت سیدلی آستین، ۱۹ دفتر در کشورهای مختلف دارد.

## افراد معروف
- مایک لی (سیاست‌مدار) سناتور فعلی ایالت یوتا
- رئیس‌جمهور آمریکا باراک اوباما در دفتر شیگاگو مدتی به عنوان دستیار تابستانی مشغول به‌کار بود. او به صورت تمام‌وقت به شرکت ملحق نشد اما همسر آینده‌اش میشل اوباما را در این شرکت ملاقات کرد که در آن زمان به عنوان دستیار مشغول به کار بود.[۴]